# Miss Senegal
Miss Senegal (en francés: Miss Sénégal) es un concurso de belleza nacional en Senegal. Se encarga de seleccionar a las representantes del país para los concursos Miss Universo, Miss Mundo y Miss Cosmo.

## Ganadoras
| Año  | Miss Senegal                  | Región      |
| ---- | ----------------------------- | ----------- |
| 1960 | Adja Fatou Bâ                 | Dakar       |
| 1974 | Thioro Thiam                  | Fatick      |
| 1985 | Chantal Loubelo               | Dakar       |
| 1986 | Maria Diéye                   | Dakar       |
| 1987 | Fabienne Joelle Feliho        | Dakar       |
| 1990 | Madina Camara                 | Tambacounda |
| 1992 | Aissatou Nathalie Dia         | Dakar       |
| 1997 | Maïmouna Diallo               | Kolda       |
| 1998 | Aïcha Faye                    | Dakar       |
| 1999 | Yaye Astou Cissé              | Kaolack     |
| 2000 | Mamy Camara                   | Tambacounda |
| 2001 | Mame Diarra Mballo            | Dakar       |
| 2002 | Marième Camara                | Kaolack     |
| 2003 | Khadija Guèye                 | Matam       |
| 2004 | Aminata Dieye                 | Dakar       |
| 2005 | Maria Magdalena Vertomen Diop | Saint-Louis |
| 2006 | Khady Bâ                      | Matam       |
| 2007 | Aminata Diallo                | Dakar       |
| 2008 | Fatima Diallo                 | Matam       |
| 2009 | Katy Chimère Diaw             | Dakar       |
| 2010 | Tacko Fatim Thiam             | Dakar       |
| 2012 | Penda Ly                      | Dakar       |
| 2013 | Marie Thérèse Ndiaye          | Thiès       |
| 2014 | Anna Diouf                    | Thiès       |
| 2016 | Ndeye Astou Sall              | Dakar       |
| 2017 | Yacine Dieng Thiam            | Thiès       |
| 2019 | Alberta Diatta                | Ziguinchor  |
| 2020 | Ndèye Fatma Dione             | Fatick      |
| 2021 | Fatou L'eau                   | Dakar       |
| 2024 | Mame Fama Gaye                | Fatick      |

## Representación internacional

### Miss Universo Senegal
: Declarada como ganadora
     : Terminó como finalista
     : Terminó como una de las semifinalistas o cuartofinalistas
     : Terminó como ganadora de premios especiales
| Año                           | Región | Miss Universo Senegal  | Posición en Miss Universo | Premios especiales | Notas                     |
| ----------------------------- | ------ | ---------------------- | ------------------------- | ------------------ | ------------------------- |
| 2024                          | Louga  | Fatou Bintou Guèye     | No clasificó              |                    | Dirección de Amy Badiane. |
| No compitió entre 1988 y 2023 |        |                        |                           |                    |                           |
| 1987                          | Dakar  | Fabienne Joelle Feliho | No clasificó              |                    |                           |
| 1986                          | Dakar  | Maria Diéye            | No compitió               | No compitió        |                           |
| 1985                          | Dakar  | Chantal Loubelo        | No clasificó              |                    |                           |
| No compitió entre 1975 y 1984 |        |                        |                           |                    |                           |
| 1974                          | Fatick | Thioro Thiam           | No clasificó              |                    |                           |

### Miss Mundo Senegal
: Declarada como ganadora
     : Terminó como finalista
     : Terminó como una de las semifinalistas o cuartofinalistas
     : Terminó como ganadora de premios especiales
| Año | Región      | Miss Mundo Senegal | Posición en Miss Mundo | Premios especiales | Notas                     |
| --- | ----------- | ------------------ | ---------------------- | ------------------ | ------------------------- |
| 2025 | Fatick      | Mame Fama Gaye     | Por competir           | Por competir       |                           |
| 2023 | Dakar       | Fatou L'eau        | No clasificó           |                    |                           |
| Miss Mundo 2021 se reprogramó para el 16 de marzo de 2022 debido al brote de pandemia de COVID-19 en Puerto Rico, no comenzó ninguna edición en 2022 |             |                    |                        |                    |                           |
| 2021 | Tambacounda | Penda Sy           | No clasificó           |                    |                           |
| Debido al impacto de la pandemia de COVID-19, no hubo concurso en 2020                                                                               |             |                    |                        |                    |                           |
| 2019 | Ziguinchor  | Alberta Diatta     | No clasificó           |                    | Dirección de Amy Badiane. |